# Москаленки (Смоленская область)
Москаленки — деревня в Руднянском районе Смоленской области России. Входит в состав Смолиговского сельского поселения. Население — 1 житель (2007 год). 
Расположена в западной части области в 25 км к юго-востоку от Рудни, в 2 км севернее автодороги М1 «Беларусь», на берегу реки Березина. В 4 км юго-восточнее деревни расположена железнодорожная станция Гусино на линии Москва — Минск. 

## История
В годы Великой Отечественной войны деревня была оккупирована гитлеровскими войсками в июле 1941 года, освобождена в октябре 1943 года.